# Comalies

## Cantece
1. Swamped
2. Heaven's a Lie
3. Daylight Dancer
4. Humane
5. Self Deception
6. Aeon
7. Tight Rope
8. The Ghost Woman and the Hunter
9. Unspoken
10. Entwined
11. The Prophet Said
12. Angel's Punishment
13. Comalies

Editia speciala include "making of" video, si bonus melodia "Lost Lullaby". Cealalta editie, lansata in 2004, contine un bonus list:
1. Heaven's A Lie (Radio Edit)
2. Swamped (Radio Edit)
3. Heaven's A Lie (Studio Acoustic)
4. Swamped (Studio Acoustic)
5. Unspoken (Studio Acoustic)
6. Senzafine (Studio Acoustic)
7. Heaven's A Lie (WAAF Radio Acoustic)
8. Senzafine (WAAF Radio Acoustic)
9. Aeon (WAAF Radio Acoustic)